# Ramón Ceja
Ramón Michel Navarro Ceja (Santiago Ixcuintla, Nayarit, México, 16 de enero de 1998) es un futbolista mexicano, juega como mediocampista y actualmente se encuentra sin equipo.

## Estadísticas
| C. Tijuana Premier · México      | 3.ª                 | A-2017              | 18 | 0 | - | - | - | - | 18 | 0 |
| C. Tijuana Premier · México      | 3.ª                 | C-2017              | 16 | 2 | - | - | - | - | 16 | 2 |
| C. Tijuana Premier · México      | Total               | Total               | 34 | 2 | 0 | 0 | 0 | 0 | 34 | 2 |
| Dorados "B" · México             | 3.ª                 | 2018                | 7  | 2 | - | - | - | - | 7  | 2 |
| Dorados "B" · México             | Total               | Total               | 7  | 2 | 0 | 0 | 0 | 0 | 7  | 2 |
| Dorados de Sinaloa · México      | 2.ª                 | 2018                | 2  | 0 | 3 | 0 | - | - | 5  | 0 |
| Dorados de Sinaloa · México      | Total               | Total               | 2  | 0 | 3 | 0 | 0 | 0 | 5  | 0 |
| FC Juárez · México               | 2.ª                 | 2018-19             | 2  | 0 | 4 | 0 | - | - | 6  | 0 |
| FC Juárez · México               | Total               | Total               | 2  | 0 | 4 | 0 | 0 | 0 | 6  | 0 |
| Total en su carrera              | Total en su carrera | Total en su carrera | 45 | 4 | 7 | 0 | 0 | 0 | 52 | 4 |
| (1) Incluye datos de la Copa MX. |                     |                     |    |   |   |   |   |   |    |   |